# Müller (fotbalist)
Müller (născut Luís Antônio Corrêa da Costa), (n. 31 ianuarie 1966, Campo Grande, Brazilia) este un fost fotbalist brazilian.

## Statistici
| Brazilia | Brazilia | Brazilia |
| An       | Meciuri  | Goluri   |
| -------- | -------- | -------- |
| 1986     | 12       | 1        |
| 1987     | 10       | 2        |
| 1988     | 3        | 1        |
| 1989     | 3        | 0        |
| 1990     | 7        | 3        |
| 1991     | 1        | 1        |
| 1992     | 2        | 0        |
| 1993     | 12       | 4        |
| 1994     | 4        | 0        |
| 1995     | 0        | 0        |
| 1996     | 0        | 0        |
| 1997     | 1        | 0        |
| 1998     | 1        | 0        |
| Total    | 56       | 12       |